# Pedro Juan Caballero
Pedro Juan Caballero (Tobatí, 29 de junho de 1786 — Assunção, 13 de julho de 1821) foi um político e militar paraguaio. 

## Carreira
Participou ativamente dos processos de independência do Paraguai, em 14 de maio de 1811, quando foi estabelecida a Junta de Governo da qual fez parte. Ele nasceu em Tobatí uma cidade situada na região do Departamento de Cordillera, no Paraguai.  Em sua homenagem a capital do departamento Amambay leva seu nome.
Pedro Juan Caballero era o mais jovem entre os integrantes da Revolução de Maio: tinha seis anos a menos que Fulgencio Yegros e vinte anos a menos que o doutor Gaspar Rodríguez de Francia, participou da conspiração de 1820 contra o governo de Francia e se suicidou na cela em 1821, teria escrito com seu sangue na parede “Sei bem que o suicídio atenta contra a Lei de Deus e dos homens, entretanto a sede de sangue do tirano da minha pátria não se aplacará com o meu”.